# 234 (număr)
234 (două sute treizeci și patru) este numărul natural care urmează după 233 și precede pe 234 într-un șir crescător de numere naturale.

## În matematică
234:
- Este un număr par.
- Este un număr compus.[1]
- Este un număr abundent.[2][3]
- Este un număr nontotient.[4][5]
- Este un număr practic.[6][7]
- Este un număr puternic.[8][9]
- Este un număr rotund.[10][11]
- Este un număr semiperfect (pseudoperfect).[12][13]
- Există 234 de variante de grupare a șase copii în hore de cel puțin doi copii cu un copil în centrul fiecărui cerc.[14]

## În știință

### În astronomie
- Obiectul NGC 234 din New General Catalogue este o galaxie spirală cu o magnitudine 12,6 în constelația Peștii.
- 234 Barbara este un asteroid din centura principală.
- 234P/LINEAR este o cometă periodică din sistemul nostru solar.